# Palazzo Manganelli
Palazzo Manganelli è un antico e storico edificio di Catania, tra i più notevoli della città.

## Storia
Il palazzo venne costruito su commissione della famiglia Tornambene nel XV secolo. Questo primo nucleo possedeva solo il piano nobile ed era quasi privo di decorazioni e fregi. Nel 1505 fu venduto ad Alvaro Paternò e Isabella, baroni di Sigona.
Il terremoto del 1693 lo danneggiò pesantemente, ma le mura perimetrali rimasero in piedi. Da queste il Palazzo Manganelli fu riattato da Antonio Paternò, che incaricò gli architetti Alonzo Di Benedetto e Felice Palazzotto di redigere un progetto di ricostruzione e ampliamento. Il cantiere iniziò il 1694.
Nel 1873 il terreno dell'attuale via di Sangiuliano venne portato al di sotto del livello del palazzo, che a causa di questo dovette subire un altro processo di ristrutturazione e assestamento ad opera di Ignazio Landolina. Risale a tale operazione l'aggiunta dell'ultimo piano.
Il mobilio settecentesco andò perduto a seguito di saccheggi provocati dai garibaldini.
L'ultima operazione all'interno della struttura avvenne negli anni settanta del XIX secolo, quando una parte del secondo piano venne ridecorato secondo nuove concezioni architettoniche, dove lavorarono il pittore zafferanese Giuseppe Sciuti e il pittore fiorentino Ernesto Bellandi, noto per aver affrescato il Teatro Massimo Bellini di Catania.
Oggi si presenta come un'architettura in  stile tardo barocco, con un notevole giardino pensile disposto su due livelli collegati da una scalinata, il tutto poggiante sulle antiche mura della città, avente due fontane e un ninfeo. Dai Paternò, principi di Sperlinga e Manganelli, è pervenuto in successione ai Principi Borghese di Roma per il matrimonio di donna Angela Paternò, VII principessa di Sperlinga dei Manganelli (dama di corte della Regina d'Italia Maria José di Savoia) con don Flavio Borghese, XII principe di Sulmona (avvenuto nel 1927).

## Galleria d'immagini

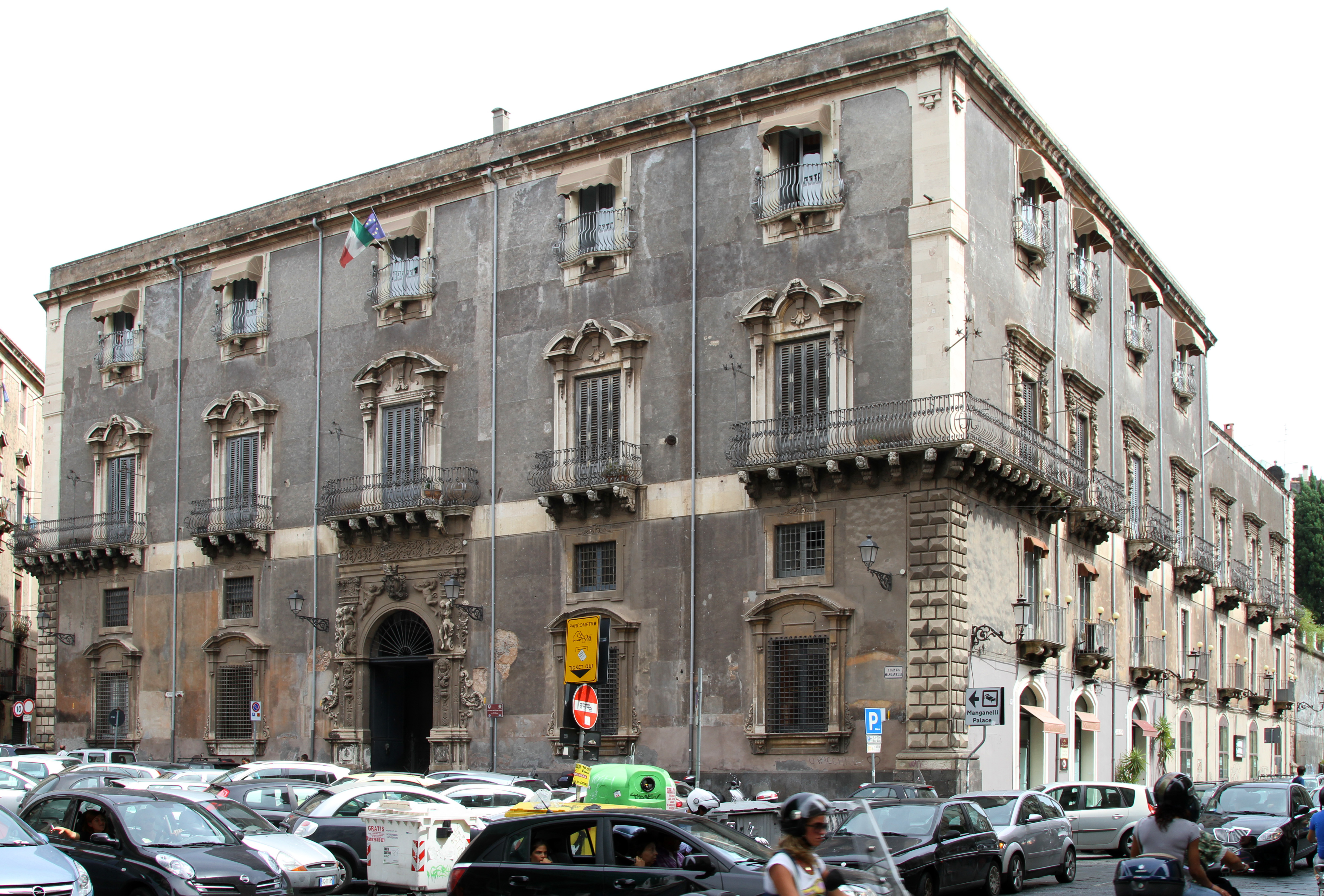
Vista esterna
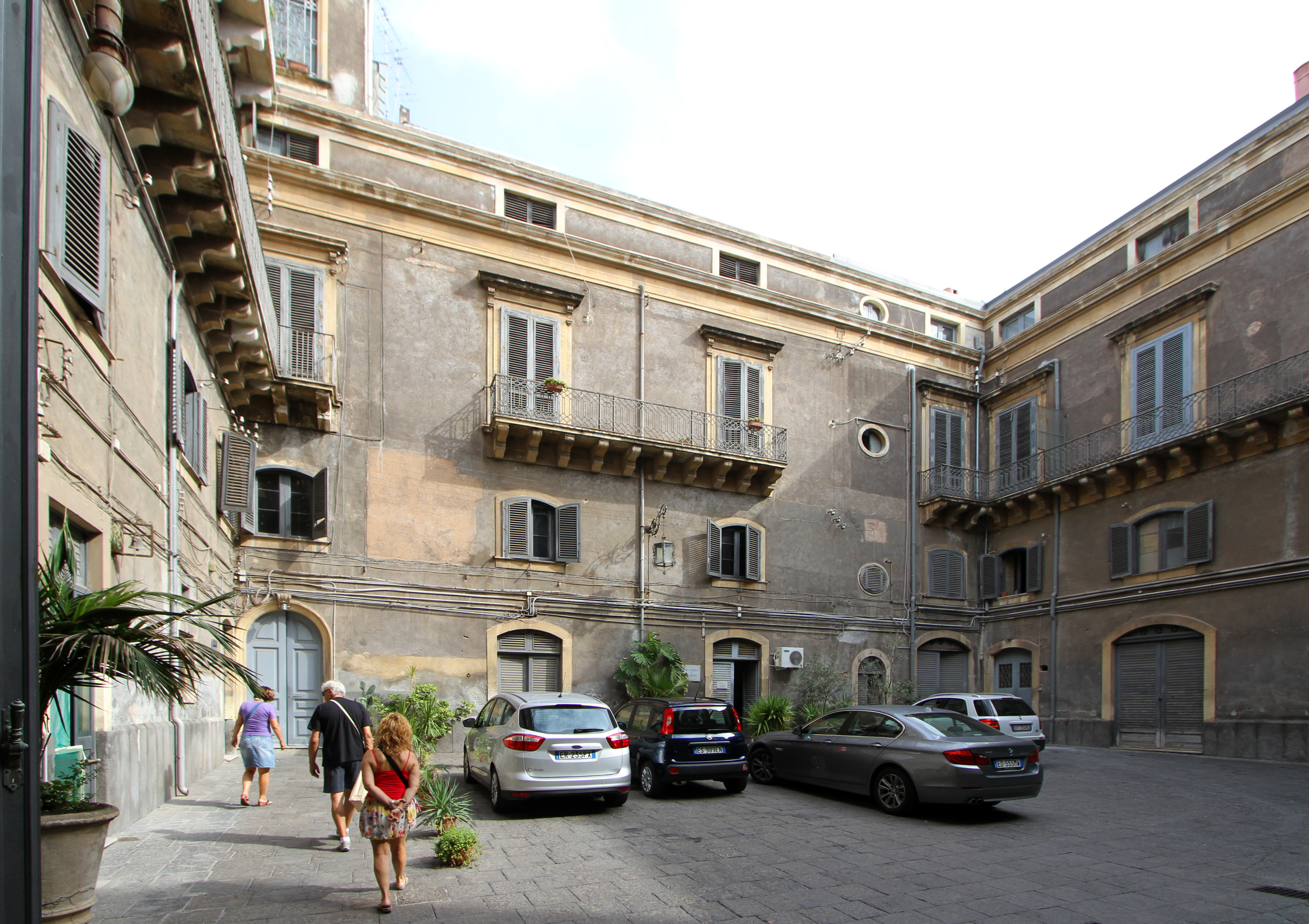
Vista interna
Interno del palazzo